# Gymnelia vesparia
Gymnelia vesparia är en fjärilsart som beskrevs av Perty 1834. Gymnelia vesparia ingår i släktet Gymnelia och familjen björnspinnare. Inga underarter finns listade i Catalogue of Life.